# Elmbridge, Worcestershire
Elmbridge är en parish i Wychavon i Storbritannien. Den ligger i grevskapet Worcestershire och riksdelen England, i den södra delen av landet, 160 km nordväst om huvudstaden London. Orten har 475 invånare (2011).
Terrängen i Elmbridge är platt.